# تنیس زنانه تار هیلز کارولینای شمالی
الگو:Infobox college tennis team
تیم تنیس زنانه تار هیلز کارولینای شمالی (انگلیسی: North Carolina Tar Heels women's tennis) نماینده دانشگاه کارولینای شمالی در چپل هیل در ان‌سی‌ای‌ای بخش یکم است.